# Euonthophagus verberatus
Euonthophagus verberatus är en skalbaggsart som beskrevs av Ziani 2006. Euonthophagus verberatus ingår i släktet Euonthophagus och familjen bladhorningar. Inga underarter finns listade i Catalogue of Life.